# Gerald FitzGerald (8e duc de Leinster)
Pour les articles homonymes, voir Gerald FitzGerald et FitzGerald.
Gerald FitzGerald, 8e duc de Leinster (27 mai 1914 - 3 décembre 2004) est le premier duc, marquis et comte de la pairie d'Irlande.

## Famille et contexte
Gerald FitzGerald est le seul enfant d'Edward FitzGerald, 7e duc de Leinster, et de sa première épouse, May Juanita Etheridge, une choriste.
Les relations entre les parents de Gerald se sont tendues alors qu'il n'est encore qu'un bébé. En 1922, le père de Gerald devient le 7e duc à la mort du 6e duc, et Gerald hérite du titre de courtoisie de marquis de Kildare. Son père profite de son nouveau poste de duc pour se séparer de la mère de Gerald. Le couple divorce huit ans plus tard, en 1930. En raison de la tension dans leur mariage et du mauvais environnement à la maison, Gerald passe la majeure partie de son enfance à être pris en charge par sa grand-tante, Adelaide FitzGerald, au château de Johnstown, dans le comté de Wexford. Adelaide (1860-1942) est la veuve de son grand-oncle, Maurice FitzGerald, et une fille du 7e comte de Granard. En 1935, la mère de Gerald se suicide en avalant une overdose de somnifères. Son père devait également se suicider quarante ans plus tard, en 1976.
Le père de Gerald se marie quatre fois en tout et est célèbre pour ses débauches financières et sa mauvaise gestion. Pour cette raison, les fiduciaires du domaine familial confient à Gerald la garde des héritages et des trésors de la famille à titre d'avance sur son héritage. Malgré quatre mariages, le père de Gerald n'a pas d'autres enfants légitimes que lui. Il a cependant un fils illégitime, Adrian FitzGerald, né d'une liaison avec une femme nommée Yvonne Denison Percy Probyn. Gerald a de nombreux beaux-frères et sœurs, la progéniture des épouses de son père par des mariages antérieurs, et parmi eux se trouve Joan Yarde-Buller, fille de la troisième épouse de son père Denise Orme. Joan Yarde-Buller, également connue sous le nom de princesse Taj-ud-dawlah, est mariée au prince Aly Khan au moment où sa mère Denise épouse le père de Gerald en 1946. Le fils de Joan, Karim (né en 1936) devient le prince Aga Khan IV.

## Carrière et activités
Il est formé au Collège d'Eton, et devient élève-officier au Royal Military College de Sandhurst et officier dans le 5th Royal Inniskilling Dragoon Guards, avec qui il sert comme major pendant la Seconde Guerre mondiale. Il est blessé en Normandie.
Après la guerre, le futur duc essaie de cultiver le domaine du château de Kilkea, dans le comté de Kildare, en Irlande, mais cela s'avère non rentable. Au début des années 1960, il déménage dans l'Oxfordshire et travaille dans l'industrie de l'aviation. C'est à son domicile de l'Oxfordshire qu'en 1976, la police est appelée pour empêcher son père de s'enfuir avec plus de 100 000 £ au moyen d'un tableau de Joshua Reynolds et d'une tapisserie. Le 7e duc meurt la même année ; cependant, le 8e duc est empêché de recevoir son titre momentanément en raison d'un Américain qui prétend être le fils du frère aîné de son père, Desmond FitzGerald (mort en 1916).
Le duc de Leinster est un grand sportif de terrain. Il esy maître des North Kilkenny Foxhounds de 1937 à 1940; des West Percy Foxhounds en 1945-46; et des Portman Foxhounds en 1946-47.
De même, en 1999, le duc échoue dans ses tentatives d'empêcher un demi-frère d'être officiellement reconnu par la pairie de Debrett et la pairie de Burke. Cet homme, Adrian FitzGerald, est le fils illégitime du 7e duc par Yvonne Probyn (plus tard surnommé FitzGerald par acte de vote, qui est la fille du capitaine Percy John Probyn, qui est le fils aîné de Frederick Probyn, de Cambridge House, Treverthen, Monmouthshire.

## Mariages et enfants
Le duc se marie deux fois, ses épouses sont :
- Joane Kavanagh (1915-1994), fille aînée d'Arthur Thomas MacMorrough Kavanagh, Le MacMorrough Kavanagh, prince de Leinster. Mariés le 17 octobre 1936, ils divorcent en 1946 (Joane, marquise de Kildare, épouse, l'année suivante, le lieutenant-colonel. Archibald Macalpine-Downie, et a d'autres enfants) Les Kildares ont trois filles, dont une meurt en bas âge :
  - Pamela Hermione FitzGerald (6 novembre 1937 - 3 avril 1938), dont le deuxième prénom est donné en l'honneur de la grand-mère paternelle de son père, Hermione, épouse du 5e duc de Leinster.
  - Rosemary Anne FitzGerald (née le 4 août 1939), épouse le 9 février 1963 Mark Killigrew Wait. Après son divorce en 1967, elle reprend son nom de jeune fille.
  - Nesta FitzGerald (née le 8 janvier 1942), mariée en 1977 à Philip Tirard (mort en 1993), avec qui elle a deux filles.
- Anne Eustache-Smith (Walton, 6 mai 1922 - 4 décembre 2016), fille du lieutenant-colonel. Philip Eustace-Smith de Rothley Crag, Cambo, Norpeth, Northumberland (1888 - ?). Ils se marièrent à Alnwick le 12 juin 1946 et ont deux fils :
  - Maurice FitzGerald, 9e duc de Leinster (né en 1948). A succédé au duché à la mort de son père. Marié et a trois enfants, mais son fils unique est décédé dans un accident de voiture en 1997.
  - John FitzGerald (3 mars 1952 - 3 août 2015). Son fils unique Edward FitzGerald est actuellement l'héritier du duché et d'autres titres.

## Doubles revendications
Après que Gerald FitzGerald, marquis de Kildare, soit devenu le 8e duc de Leinster, en 1976, un artiste et enseignant californien, Leonard FitzGerald, prétend être le duc légitime. Il déclare que son père était Desmond FitzGerald, le deuxième des trois fils de Gerald FitzGerald, 5e duc de Leinster, et qui aurait été tué pendant la Première Guerre mondiale alors qu'il sert dans les Irish Guards. Leonard FitzGerald déclare que Lord Desmond, cependant, a secrètement émigré en Amérique du Nord et y aurait vécu jusqu'à sa mort en 1967, malgré les récits de témoins oculaires de la mort de Desmond FitzGerald et de son inhumation au cimetière public de Calais, en France,,,,,.
Sur les conseils de son médecin, en raison de problèmes de santé, Leonard FitzGerald retire sa demande. Il est décédé en 1994, mais la plainte est poursuivie par son fils Paul FitzGerald, qui dépose une plainte à ce sujet auprès du ministère des Affaires constitutionnelles en 2006. La demande de Paul FitzGerald, est finalement rejetée en 2007.

En 2010, cependant, des preuves ADN sont présentées qui indiquent que Paul FitzGerald est lié à la femme du 5e duc de Leinster, Hermione Duncombe. Comme indiqué dans The Scotsman,
Avec l'aide du généalogiste Lloyd Pitcairn basé à Dunfermline, Mme FitzGerald Caudill, la tante de Paul FitzGerald, retrouve Maud Crawford, la petite-fille de la sœur cadette de Lady Hermione, Urica Duncombe.

Les résultats des tests révèlent qu'il est « 41 fois plus probable » que Mme Crawford et Paul FitzGerald soient extrêmement proches que ceux issus de familles différentes. La preuve que Paul FitzGerald est lié à la famille titrée est la première preuve ADN jamais produite dans l'affaire, et elle soutient fortement l'affirmation de longue date de Mme Fitz-Gerald Caudhill suggérant que son mystérieux père est le fils de Lady Hermione, l'épouse de le cinquième duc de Leinster. 